# 繆德生
繆德生（1956年6月15日—2018年3月5日），籍貫江蘇射陽，生於台北市。中華民國陸軍砲兵退役上校、超級籃球聯盟前領隊，中華民國陸軍軍官學校正期班第48期畢業。晚年積極推動反年金改革行動，曾擔任藍天行動聯盟祕書長，因參與反年改活動時攀爬立法院大樓不慎墜樓死亡。

## 生平

### 軍旅生涯

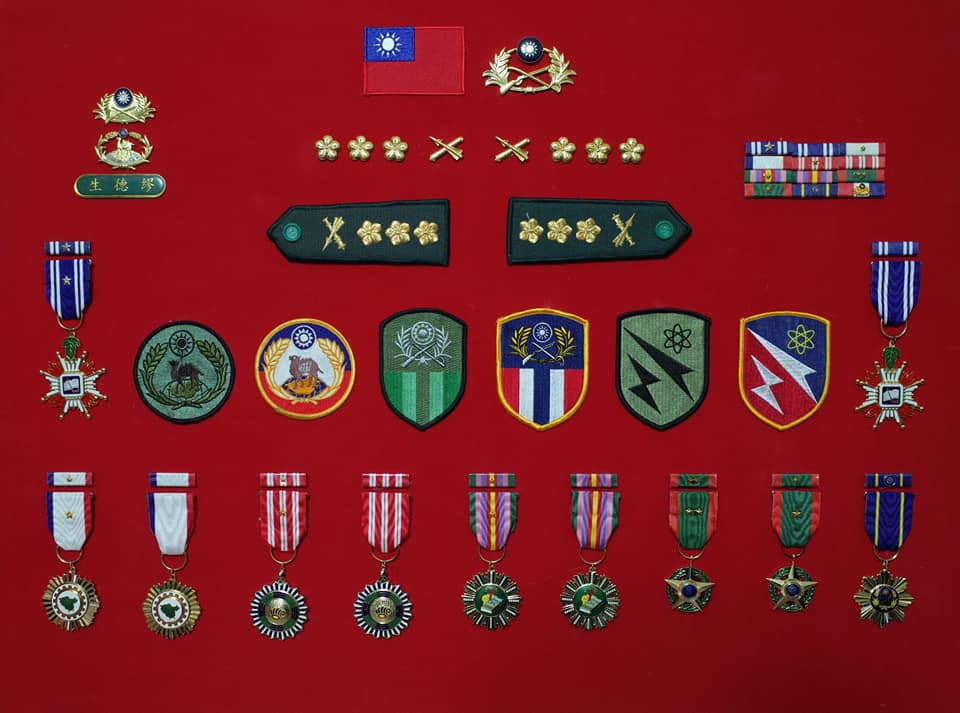
繆德生勳獎章

1972年8月繆德生進入陸軍官校預備學生班（今中正國防幹部預備學校）第17期就讀，1975年7月至1979年11月間就讀中華民國陸軍軍官學校正期班砲兵科第48期，畢業後中尉階服役於陸軍飛彈指揮部，累官至少校，後調任陸軍總部晉升中校，再調回飛指部花蓮鷹式飛彈營營長、飛指部作戰科長，退伍於聯勤總部上校官階。
前後於部隊服役三十餘年，軍職生涯獲頒勳獎章有忠勤勳章2座、陸光獎章1座、寶星獎章2座、景風獎章2座、弼亮獎章2座、金甌獎章2座等共11座。

### 退伍後
繆德生退伍後，曾擔任台北市體育會副總幹事。2004至2006年間在超級籃球聯賽（SBL）服務，於東森王令麟旗下的「東森羚羊隊」先後擔任副領隊和領隊。在東森退出SBL後，繆德生也離開體育界。
2017年2月28日，自由台灣黨與中華統一促進黨在自由廣場發生爭執，自由台灣黨主席蔡丁貴與支持者欲焚燒中華民國國旗，白色正義聯盟向臺灣退役軍士團體「八百壯士」尋求協助，當時身為成員的謬德生為首個攜帶國旗到場協助者。

#### 北伐路之旅
2017年4月7日~7月，繆德生前往中國大陸開始「重返北伐路」活動，從廣州黃埔軍校舊址出發，展開94天、3,600公里步行。2017年7月7日盧溝橋事變紀念日當天，抵達北京盧溝橋，徒步完成北伐之路，並曾被BBC中文網報導，且被喻為「台灣阿甘」。途中有多位「民國粉」大陸民眾伴隨，並在南京中山陵高呼口號。

#### 捍衛中華環島行
2017年9月25日，繆德生開始「捍衛中華環島行」計畫，從台北國父紀念館出發，展開16天、900公里徒步環島之行，順時鐘環繞台灣一周。於2017年10月10日雙十國慶日當天抵達台北國父紀念館，與「愛國旗愛國家國慶大會」隊伍會師。

### 抗爭逝世
2018年2月27日，繆德生參與立法院前的反年金改革活動，欲將國旗及一幅寫著「沒有國軍就沒有國家」的布條掛上立法院頂樓，卻於攀爬立法院外牆時不慎自二樓墜落，後腦着地昏迷，楊姓活動參與者缺乏醫療常識，試圖搖醒繆德生未果，後由醫護人員緊急救治。抗議人士盧朝財等人位於側門口的宣傳車拒絕移動擋道車輛，救護車只好繞道送臺大醫院急救。期間各界與國防醫學院校友會、退輔會等軍方相關團體紛紛表示關心，並為繆舉辦了千人祈福晚會。對此，退輔會主委邱國正承諾將予以妥善的協助，也參加了千人祈福晚會。國防部長嚴德發對退伍軍人團體抗爭受傷，表示他們是我們的袍澤同甘共苦的戰士，感到難過心痛。總統蔡英文表示對民眾在衝突中受傷感到遺憾。立法院會因當天有人抗爭墜樓重傷，立法院長蘇嘉全中午宣布散會。行政院長賴清德亦因此事件影響決定延後原定行政院要通過的軍人年改版本。然而其病況至3月5日急轉直下腦死，經過家屬同意拔管離世，享壽62歲。
繆德生家屬發言表示，其自馬英九執政時期即致力愛國運動，不應只限於記住他反對年金改革，並希望網民不要再發言諷刺繆德生，也承諾治喪事宜將力求簡單，不會擴大渲染。其女繆琬瑜表示：這段急救已違反父親醫囑意願，目的在等與親友告別，然實不忍其外貌逐漸憔悴，就此打住，為父親保留最帥氣的一面，安穩離去。

## 公祭表彰

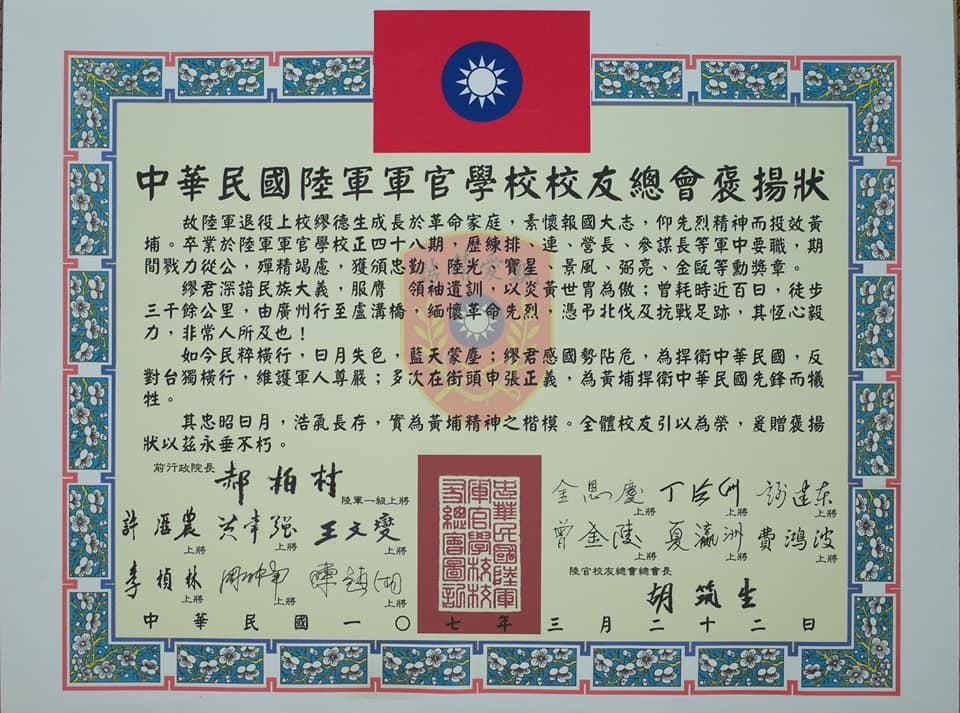
繆德生褒揚狀

2018年3月22日，繆德生公祭於臺北市第一殯儀館景行廳舉行，由國防部頒授「旌忠狀」，而陸軍官校校友總會製頒的「褒揚狀」由前行政院長郝柏村領銜13位上將聯署頒予繆德生的遺孀，並由校旗、黨旗、國旗來依序護棺。前總統馬英九、前副總統暨時任國民黨主席吳敦義、國民黨前主席洪秀柱、新黨主席郁慕明、前行政院長郝伯村、國防部長嚴德發、退輔會主委邱國正、陸軍司令王信龍、多位退役上將、政黨代表、軍退團體與公教組織蒞臨追思悼念，近千位昔日同袍共唱陸官校歌與軍歌黃埔軍魂，含淚送他人生最後一程。
對於國防部頒予繆德生之旌忠狀，內文敘述稱「積勞病故」為外界質疑，國防部發言人陳中吉表示一切合乎規定，然而為了避免類此爭議再生，已修改頒授規定，如退役後因病或意外亡故者，將不再敘明此原因，僅述「服役期間曾獲頒勳獎章」，表彰其服役軍旅之貢獻。